# Дедовка (Ровненская область)
Дедовка (укр. Дідівка) — село в Локницкой сельской общине Варашского района Ровненской области Украины.
До 2020 года входило в Заречненский район.
Население по переписи 2001 года составляло 139 человек. Почтовый индекс — 34013. Телефонный код — 3632. Код КОАТУУ — 5622284002.